# Stephan von Nieber

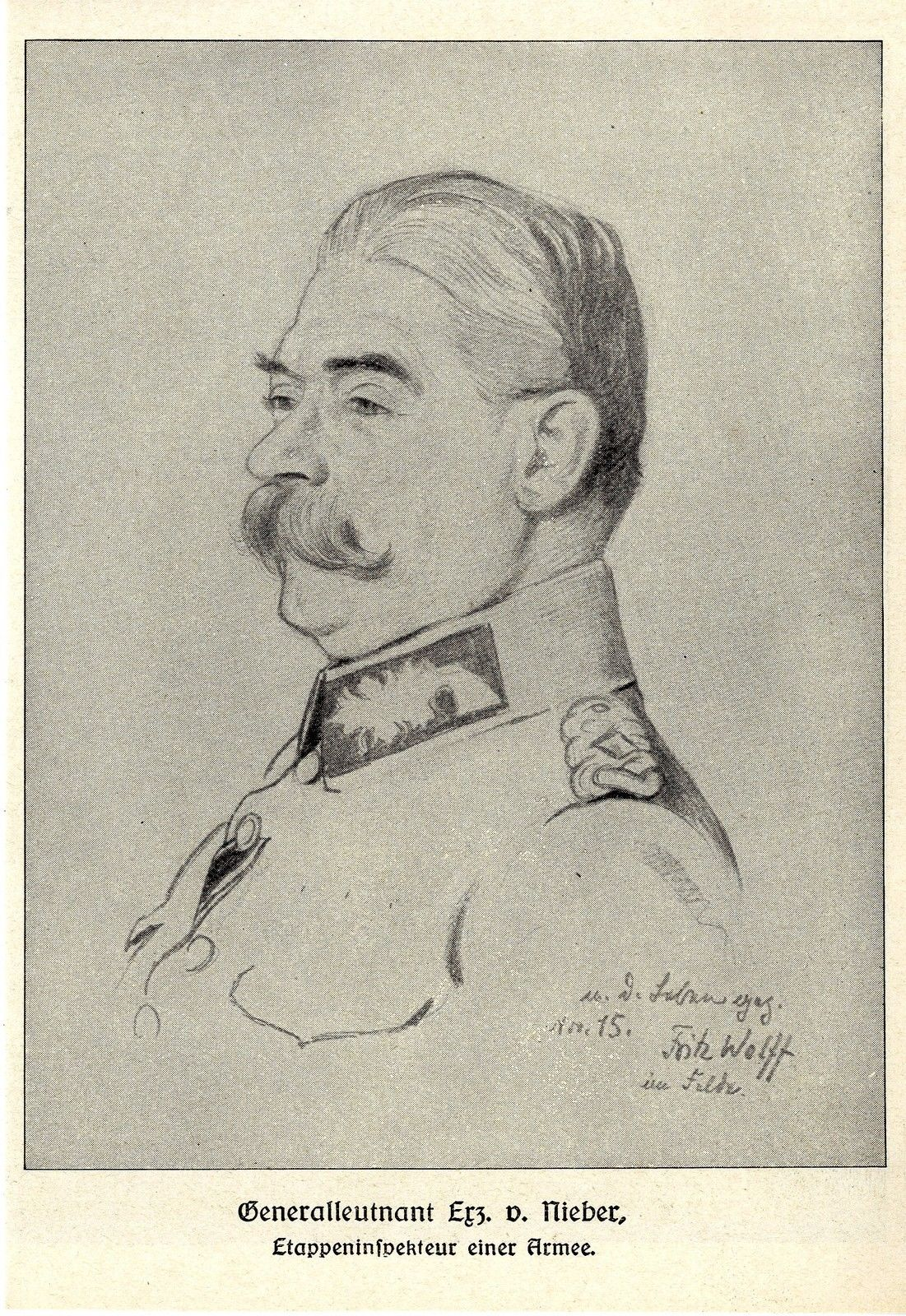
Generalleutnant Stephan von Nieber

Theodor Friedrich Wilhelm Stephan Nieber, seit 1903 von Nieber (* 10. Mai 1855 in Oldenburg; † 25. März 1920 in Neustrelitz) war ein preußischer Generalleutnant, Militärluftschiffer, Begründer des Flugplatzes Johannisthal und Direktor des Deutschen Luftflotten-Vereins.

## Leben
Nieber war der einzige Sohn des preußischen Oberst Friedrich Nieber (1815–1896) und dessen Ehefrau Ida, geborene Heß (1829–1889).
Mit zehn Jahren wurde er von seinen Eltern in das Kadettenhaus nach Plön gegeben und am 19. April 1873 als Sekondeleutnant dem Schleswig-Holsteinische Feldartillerie-Regiment Nr. 9 der Preußischen Armee überwiesen. Zur weiteren Ausbildung absolvierte Nieber 1875/76 die Vereinigte Artillerie- und Ingenieurschule sowie 1878/81 die Kriegsakademie in Berlin. Nach der Graduierung und Beförderung zum Premierleutnant ließ er sich bis 1886 beurlauben und begab sich auf längere Studienreisen nach Italien, Frankreich und in die Schweiz.
1886/87 wurde er zum Generalstab kommandiert, wo er ab 1888 als Hauptmann wirkte. 1889 erfolgte die Versetzung nach Kassel in den Generalstab des XI. Armee-Korps. 1891 wurde er Batteriechef im 1. Badischen Feldartillerie-Regiment Nr. 14 in Karlsruhe. Nach der Beförderung zum Major übernahm er mit 38 Jahren als Kommandeur 1893 die neu gebildete Luftschiffer-Abteilung in Berlin. 1897 erfolgte die erneute Versetzung zum Generalstab und 1899 die Beförderung zum Oberstleutnant und Ernennung zum Chef des Generalstabs des IX. Armee-Korps in Kassel. In dieser Eigenschaft avancierte er 1902 zum Oberst und wurde durch Kaiser Wilhelm II. am 7. Dezember 1903 in den erblichen preußischen Adelsstand erhoben.
Von Mitte Mai 1904 bis Mitte Februar 1906 war Nieber 1904 Kommandeur der 6. Feldartillerie-Brigade in Brandenburg an der Havel. Anschließend erfolgte seine Verwendung als Kommander der 25. Feldartillerie-Brigade (Großherzoglich Hessische) in Darmstadt und am 21. Mai 1906 seine Beförderung zum Generalmajor. Nieber erhielt anlässlich des Ordensfestes im Januar 1908 den Roten Adlerorden II. Klasse mit Eichenlaub und wurde in Genehmigung seines Abschiedgesuches am 2. Juli 1908 unter Verleihung des Charakters als Generalleutnant mit der gesetzlichen Pension zur Disposition gestellt.
Im Ruhestand widmete er sich aktiv dem Aufbau und der Förderung der deutschen Luftfahrtindustrie. 1908 war er Mitgründer des Flugplatzes Johannisthal. Von 1908 bis 1910 leitete er als Direktor den Deutschen Luftflotten-Verein. In Würdigung seiner Verdienste erhielt Nieber im Januar 1911 die Erlaubnis zur Annahme des Komturkreuzes I. Klasse des Ordens Philipps des Großmütigen sowie des Großkreuzes des Herzoglich Sachsen-Ernestinischen Hausordens. 1912 wurde er zum Ehrenpräsidenten des Deutschen Luftfahrer-Verbandes und 1913 zum Vizepräsidenten des Kaiserlichen Aero-Clubs ernannt.
Im Sommer 1914 schloss er sich einer Expedition von Adolf Miethe nach Sandnessjøen in Norwegen zur Beobachtung der Sonnenfinsternis vom 21. August an. Als gelernter Vermessungsoffizier übernahm er die Fernaufnahmen der Umgebung des Beobachtungsplatzes in Sandnessjøen. Bei Beginn des Ersten Weltkrieges wurde Nieber unverzüglich nach Deutschland zurückbeordert und gemäß Mobilmachungsbestimmung als z.D.-Offizier wiederverwendet. Er fungierte als Inspekteur der Etappen-Inspektion der 2. Armee und nahm unmittelbar an der Schlacht bei St. Quentin teil.
Nieber war Mitglied der Deutschen Vaterlandspartei und ab Juni 1918 Mitglied des Parteivorstandes.
Er verstarb 1920 an den Folgen eines Schlaganfalls.
Im Berliner Ortsteil Johannisthal nahe dem damaligen Flugplatz Johannisthal wurde um 1920 die Nieberstraße nach ihm benannt. In diesem Bereich war 1920–1925 auch ein Nieberplatz gewidmet gewesen.

### Familie
Nieber hatte sich am 27. Januar 1895 in Neustrelitz mit Gertrud Eggers (* 1856) verheiratet. Aus der Ehe gingen die beiden Söhne Friedrich (* 1886) und Albrecht (* 1887) sowie die Tochter Elisabeth (* 1891) hervor.